# Perfluorooctà
El perfluorooctà o octadecafluorooctà és constituït per una cadena de 8 àtoms de carboni (octà) amb àtoms de fluor com a únics substituents. Per punt la seva fórmula molecular correspon a C8F18.
Pertany a la família dels perfluorocarbonos (PCFs) que és formada per tots aquells compostos la fórmula molecular dels quals general és CnF2n+2, n=5-9.
A causa de les seves propietats físico-químiques el perfluorooctà es pot considerar un dissolvent neotèric.
La principal aplicació d'aquest compost és en oftalmologia, encara que també es pot utilitzar com a component en sistemes bifàsics fluorats per a la síntesi d'altres substàncies.

## Propietats físico-químiques
El perfluorooctà és un líquid clar, incolor i inodor el pes molecular del qual és de 438 g/mol. La seva temperatura d'ebullició és de 103.4 °C i presenta una temperatura de fusió de -27 °C. En canvi, l'octà, amb pes molecular de 114.22 g/mol, té la temperatura d'ebullició un xic superior (127,7 °C) i la temperatura de fusió molt menor (-56.8 °C).
A 25 °C presenta una densitat de 1,733 g/ml, una viscositat dinàmica de 1,8 g/ml i una densitat de vapor de 0,0131 g/ml. La seva pressió de vapor és de 1850 Pa.
Té un índex de refracció de 1,27 (a 20 °C) a causa del fet que els àtoms de fluor són poc polarizables. La tensió superficial és de 14 mN/m i la solubilitat d'O2 (%) de 48-52 en el perfluorooctà.
No presenta propietats explosives, ni oxidants i tampoc és inflamable. En canvi l'octà és altament inflamable (13 °C) i presenta una temperatura d'autoignició a 220 °C.
Com a compost fluorat que és presenta un important caràcter apolar. Els enllaços C-F presenten una energia d'enllaç de 485 kJ/mol i els C-H de 84 kJ/mol, per això és una substància química i bioquímicament estable.
És insoluble en aigua (< 25 ppm) i soluble en petita quantitat en els dissolvents orgànics més comuns, essent miscible amb clorofluorocarbonis (CFC`s).
El perfluorooctàno és tòxic i és extremadament estable. És un compost volàtil, amb una pressió de vapor de 1850 Pa i amb una baixa tensió superficial (14 mN/m), per la qual cosa passa a l'atmosfera amb facilitat. A més és capaç de passar a aigües subterrànies.
No és biodegradable per això persisteix en l'ambient molt de temps, però tampoc no és bioacumulable.

## Síntesi
El perfluorooctà, a més de la resta de perfuorocarbonis, se sintetitza diluint l'hidrocarbur en un gas inert (nitrogen) i afegint fluorur de cobalt (CoF3) a una temperatura de 300 °C.
La reacció no es pot dur a terme directament amb fluor, ja que és molt exotèrmica.

## Aplicacions

### Oftalmologia
Un dels usos del perfluorooctà és en la cirurgia vitroretiniana durant la qual hi ha menester de substàncies que permetin la manipulació de teixits. La tria d'aquest compost es deu a les seves bones propietats físiques, però presenta l'inconvenient que és car.
Aquesta cirurgia es duu a terme quan es produeix un despreniment de retina. El que passa és que aquesta capa de l'ull es trenca i el líquid que existeix en la cavitat vítria traspassa la retina. En aquests casos la vitrectomia i la injecció d'un líquid fluoró, com és el perfluorooctà, permeten que es readhereixi la retina.

### Síntesi de compostos orgànics
El perfluorooctà, com altres perfluorocarbonis, es pot utilitzar per a constituir sistemes bifàsics fluorats. L'avantatge d'utilitzar sistemes bifàsics fluorats en síntesis és que es pot treballar amb catalitzadors homogenis de tal manra que no seran enverinats pel producte de la reacció, es podran recuperar després d'aquesta i la purificació del producte és molt més fàcil.
En el cas de l'oxidació de sulfurs amb PhIO es pot utilitzar un sistema bifàsic CH3CN / n-perfluorooctà. El n-perfluorooctà permetrà la dissolució del catalitzador, que en aquest cas és una sal fluorada de manganès (III), i augmentarà la selectivitat a sulfòxid en comparació d'aquell obtingut sota condicions homogènies.
Un altre cas en el qual s'utilitza el perfluorooctà és en la síntesi de 1,5-benzoazepinas. Les benzoazepines són agents antipirètics, anticonvulsionants, ansiolítics, antitumolare, hipnòtics i els seus derivats són agents antiinflamatoris. La seva síntesi tradicional presenta nombroses reaccions. Una altra tria per a dur a terme la síntesi és d'utilitzar una emulsió constituïda per n-perfluorooctà i perfluorooctanosulfonat de liti sota condicions aeròbiques a temperatura ambient.

## Sulfonat de perfluorooctà
És un derivat del perfluooroctà i es comercialitzen en forma de sals, derivats i polímers, utilitzada per fornir resistència al greix, a l'oli i a l'aigua en diversos materials.
Els estudis d'avaluació de risc efectuats han demostrat la seva perillositat, perquè és un compost molt persistent, bioacumulable i tòxic per als mamífers i, en conseqüència, amb la finalitat de garantir un elevat nivell de protecció de salut i del medi, s'ha acordat la limitació del seu ús, amb algunes excepcions a causa de les seves reduïdes aplicacions i de la manca de productes alternatius, aquest és el cas dels processos de cromatge, de fotografia, de fotolitografia, escumes antiincendi i de fluids hidràulics per a l'aviació.
Aquests límits resten regulats per la Directiva 2006/122/CE referent a la comercialització i l'ús de determinades substàncies i preparats perillosos (sulfonats de perfluorooctà).